# Јусуке Оми
Јусуке Оми (јап. 近江 友介; Токио, 26. децембар 1946) бивши је јапански фудбалер.

## Каријера
Током каријере је играо за Хитачи.

## Репрезентација
За репрезентацију Јапана дебитовао је 1970. године. За тај тим је одиграо 5 утакмица и постигао 1 гол.

## Статистика
| Јапан  | Јапан   | Јапан  |
| Година | Наступи | Голови |
| ------ | ------- | ------ |
| 1970.  | 5       | 1      |
| Укупно | 5       | 1      |